# Élections régionales en Brandebourg
Les élections régionales en Brandebourg (en allemand : Landtagswahl in Brandenburg) sont organisées tous les cinq ans dans le Land de Brandebourg, sauf en cas de dissolution anticipée, afin de désigner les députés régionaux qui siègent au sein du Landtag.

## Résumé
| Élections au Landtag de Brandebourg |               |           |                   |                        |         |         |                    |                    |                    |
| Année                               | Participation | Hémicycle | Parti en tête     | Parti en tête          | Score   | Sièges  | Ministre-président | Ministre-président | Ministre-président |
| 1990                                | 67,10 %       |           |                   | Parti social-démocrate | 38,24 % | 36 / 88 |                    | Manfred Stolpe     | SPD                |
| 1994                                | 56,33 %       |           |                   | Parti social-démocrate | 54,14 % | 52 / 88 |                    | Manfred Stolpe     | SPD                |
| 1999                                | 54,30 %       |           |                   | Parti social-démocrate | 39,33 % | 37 / 89 |                    | Manfred Stolpe     | SPD                |
| 1999                                | 54,30 %       |           | Matthias Platzeck | Parti social-démocrate | 39,33 % | 37 / 89 | SPD                |                    |                    |
| 2004                                | 56,41 %       |           |                   | Parti social-démocrate | 31,91 % | 33 / 88 |                    | Matthias Platzeck  | SPD                |
| 2009                                | 67,02 %       |           |                   | Parti social-démocrate | 33,04 % | 31 / 88 |                    | Matthias Platzeck  | SPD                |
| 2009                                | 67,02 %       |           | Dietmar Woidke    | Parti social-démocrate | 33,04 % | 31 / 88 | SPD                |                    |                    |
| 2014                                | 47,88 %       |           |                   | Parti social-démocrate | 31,92 % | 30 / 88 |                    | Dietmar Woidke     | SPD                |
| 2019                                | 61,33 %       |           |                   | Parti social-démocrate | 26,18 % | 25 / 88 |                    | Dietmar Woidke     | SPD                |
| 2024                                | 72,88 %       |           |                   | Parti social-démocrate | 30,89 % | 32 / 88 |                    | Dietmar Woidke     | SPD                |